# Thelidiella blastenicola
Thelidiella blastenicola är en lavart som beskrevs av Fink ex J. Hedrick 1933. Thelidiella blastenicola ingår i släktet Thelidiella, divisionen sporsäcksvampar och riket svampar.   Inga underarter finns listade i Catalogue of Life.